# خنیاگری در باغ
خنیاگری در باغ: جستارهایی دربارهٔ ترجمهٔ ادبیات کلاسیک پارسی به انگلیسی مجموعه‌مقالاتی از دیک دیویس با ترجمهٔ مصطفی حسینی است که در سال ۱۳۹۸ از سوی نشر آگه منتشر شد.

## عنوان
عنوان کتاب اشاره به روایتی از باربدِ خنیاگر دارد که خود را در میان درختان باغ پنهان می‌کند و از مکانی ناپیدا برای پادشاه نغمه‌های دلنشین می‌خواند. دیویس معتقد است مترجم آرمانی نیز باید همچون باربد باشد.

## محتوا

### جستارها
- تاریخ مختصر ترجمهٔ ادبیات پارسی به انگلیسی در قرن نوزدهم
- در باب ترجمهٔ اشعار کوتاه پارسی
- ادوارد فیتزجرالد، عمر خیام، و سنت ترجمهٔ منظوم به انگلیسی
- در باب ترجمهٔ اشعار غنایی پارسی
- در ترجمه‌ناپذیری شعر حافظ
- خنیاگری در باغ: در باب ترجمهٔ شاهنامه فردوسی
- تراژدی سهراب و رستم ترجمهٔ جروم کلینتن

### گفتگوها
- نرد عشق با شعر کلاسیک پارسی
- فردوسی: شاعری فراتر از قالب‌های معمول
- حافظ: بزرگ‌میراث‌دارِ هنر شاعری پارسیان

## نقد و بررسی
نشست نقد و بررسی کتاب در ۸ بهمن ۱۳۹۸ با حضور ابوالفضل حری، محمد غفاری و مصطفی حسینی در مرکز فرهنگی شهر کتاب برگزار شد.
علیرضا خان‌جان طی دو مقاله در نشریهٔ مترجم تحت عنوان «گنه کرد در بلخ آهنگری؛ دیک دیویس، خیام و فیتزجرالد» (شماره ۷۰) و «کدام خنیاگر؟ گذری بر آرای دیک دیویس» (شماره ۷۱) به نقد نظرات دیویس این کتاب پرداخت. 
مقالهٔ دیگری نیز به قلم مهرناز شیرازی عدل دربارهٔ این کتاب در نشریهٔ رود منتشر شد.